# Xian de Zadoi
Le xian de Zadoi (杂多县 ; pinyin : Záduō Xiàn) est un district administratif de la province du Qinghai en Chine. Il est placé sous la juridiction de la préfecture autonome tibétaine de Yushu.

## Démographie
La population du district était de 34 898 habitants en 1999.